# Энциклопедия заблуждений
Энциклопе́дия заблужде́ний: собра́ние невероя́тных фа́ктов, удиви́тельных откры́тий и опа́сных поверий (англ. The Skeptic's Dictionary: A Collection of Strange Beliefs, Amusing Deceptions, and Dangerous Delusions) — собрание скептических эссе Роберта Тодда Кэрролла, опубликованных на сайте http://www.skepdic.com/ и изданных в виде книги. Сайт был запущен в 1994 году и на сегодня содержит более 800 эссе; книга вышла в 2003 году и включает почти 400 эссе.

## Русские издания
- Кэрролл Р. Т. Энциклопедия заблуждений: собрание невероятных фактов, удивительных открытий и опасных поверий. — М.: Издательский дом «Вильямс», 2005. — 672 с. — ISBN 5-8459-0830-2, ISBN 0-471-27242-6. (Статьи на букву «П» можно прочитать на сайте издательства в pdf).